# Фудзита, Акира
Акира Фудзи́та (яп. 藤田明 Акира Фудзита, 1 января 1908, Хиросима, Японская империя — 29 мая 2001, Минато, Япония) — японский ватерполист, участник летних Олимпийских игр 1932 года в Лос-Анджелесе.

## Спортивная биография
Водным полом Фудзита начал заниматься в плавательном клубе университета Васэда. В составе сборной Японии стал победителем Дальневосточных игр 1930 года.
В 1932 году Акира Фудзита в составе сборной Японии принял участие в летних Олимпийских играх в Лос-Анджелесе. Фудзита во время турнира также являлся капитаном и тренером сборной. Японская команда выступила на Олимпийских играх крайне неудачно, уступив во всех трёх матчах с общим счётом 0:38. В четвёртой игре японские ватерполисты должны были встретиться со сборной Бразилии, но те были дисквалифицированы за то, что после игры с Германией набросились, на обслуживавшего тот поединок венгерского судью. В итоге сборная Японии заняла на турнире 4-е место. 
С 1931 по 1933 год становился чемпионом Японии в составе сборной университета Васэда. Являлся менеджером сборной Японии по плаванию на летних Олимпийских играх 1952 года.
В 1973 году Фудзита был назначен президентом федерации плавания Японии. Был членом национального олимпийского комитета Японии.
Акира Фудзита умер в 2001 году в специальном районе Токио Минато от почечной недостаточности.

## Награды
- Награждён Медалью Почёта с синей лентой и серебряным Олимпийским орденом.

## Личная жизнь
- Окончил факультет коммерции университета Васэда.
- Написал ряд книг по плаванию.